# Dosinia elegans
Dosinia elegans är en musselart som först beskrevs av Conrad 1843.  Dosinia elegans ingår i släktet Dosinia och familjen venusmusslor. Inga underarter finns listade i Catalogue of Life.